# Langdysse von Flårup
Der Langdysse von Flårup (auch Flaarup genannt) liegt südöstlich von Fuglse, bei Maribo auf der Insel Lolland in Dänemark. 
Das Ost-West orientierte leicht trapezoide und bis zu 0,6 m hohe Hünenbett des Langdysse liegt an einem Waldrand. Von den beiden langen Randsteinreihen hat die nördliche 15 größere Steine, die fast alle in situ stehen. Die südliche umfasst noch 11 Steine, die fast alle nach außen verkippt sind. Etliche Steine fehlen, insbesondere die der beiden Schmalseiten, wo nur 1 Randstein das westliche Ende markiert. Die ursprüngliche Breite beträgt etwa 7,1 × 5,0 m. Die Länge liegt bei 23,5 m. Die Anlage entstand zwischen 3500 und 2800 v. Chr. als Megalithanlage der Trichterbecherkultur (TBK).
Spuren eines längsliegenden Dolmens sind als Grube im Westen erhalten. Im Osten ragt der Deckstein eines quergestellten, ganglosen Urdolmens aus dem Hügel.  
Der Ydby- oder Flarupsten ist ein Runenstein in Thy.